# Товарищество экспериментального изобразительного искусства
Товарищество экспериментального изобразительного искусства (ТЭИИ) — образовано в 1981 году «неофициальными» художниками Ленинграда. Целью организации стало преодоление кризиса, связанного с разделением на «официальное» и «неофициальное» искусство.
Первыми его членами стали участники выставки «на Бронницкой» 14-17 ноября 1981 г. Позже членами ТЭИИ стали 140 художников. Формально существование товарищества заканчивается в 1988 г. выставкой в Манеже «Современное Искусство Ленинграда». Хотя, если иметь в виду последующие 20 выставок в США и Канаде, ТЭИИ действовало до 1991 г.
За 10 лет было организовано 13 общих, 48 групповых и 7 персональных выставок. В них приняло участие более 500 художников, экспонировалось около 10 000 произведений, их посетило не менее миллиона человек. В ТЭИИ существовало 9 художественных групп: Инаки, Алипий, Летопись, 5/4, Митьки, Остров, Новые художники, Некрореалисты и Тир.
В 1991 г. преемником товарищества стал арт-центр Арт-центр «Пушкинская, 10».

## Использованная литература
- «От Ленинграда к Санкт-Петербургу. ТЭИИ» Музей нонконформистского искусства. СПб 2007 ISBN 978-5-93630-626-6 (С.Ковальский, Е.Орлов, Ю.Рыбаков)
- Шехтер Т. Неофициальное искусство Петербурга (Ленинграда): Исторические очерки // Петербургские чтения. Вып. 3 (1995)